# Prana-bindu
El Condicionamiento Prana-bindu, en el universo ficticio de la saga de novelas Dune de Frank Herbert, es el adiestramiento físico y mental que considera a todos los músculos y los nervios del cuerpo como una sola unidad. 
Prana es la palabra Chakobsa para músculo. El término es típicamente usado por la Bene Gesserit en referencia al control del sistema muscular, mientras que el control del sistema nervioso y de cómo se utiliza lo llaman Bindu. El adiestramiento combinado nervio-músculo es denominado Condicionamiento Prana-Bindu, y es uno de los mayores desarrollos y pilares de la Hermandad. Todas las adeptas, desde las acólitas a las Reverendas Madres han pasado por este dolorosísimo adiestramiento.
Algunos personajes masculinos también pasan, completa o parcialmente, por el condicionamiento Prana-Bindu. En Dune se revela que Paul Atreides fue adiestrado por su madre Dama Jessica en el condicionamiento prana-bindu, que pasó hasta cierto punto a formar parte del adiestramiento de sus tropas de élite. La misma Jessica adiestra en los modos de la Bene Gesserit a Farad'n Corrino durante Hijos de Dune.